# Hospital central de la Universidad de Zagreb
El Hospital central de la Universidad de Zagreb o bien el Hospital clínico central  (en croata: Klinički bolnički centar Zagreb) se localiza en Zagreb, la capital de Croacia y se trata de uno de los hospitales más grandes del país. Sirve a la mayoría de Croacia Central y del Norte, y es atendido por especialistas que usan procedimientos médicos agudos.
El campus principal del hospital está situado en la calle Kispaticeva en Maksimir, y es bien conocido como "Rebro". El otro lugar importante, incluyendo la sede, está en Šalata. También hay otros tres lugares: la instalación obstetricia en la calle Petrova, el centro de rehabilitación en la calle Božidarevićeva y el departamento dental en la calle Gundulićeva.